# 17856 Gomes
17856 Gomes este un asteroid din centura principală de asteroizi.

## Descriere
17856 Gomes este un asteroid din centura principală de asteroizi. A fost descoperit pe 18 mai 1998 la Stația Anderson Mesa în cadrul programului LONEOS. El prezintă o orbită caracterizată de o semiaxă mare de 2,68 ua, o excentricitate de 0,04 și o înclinație de 2,5° în raport cu ecliptica.